# Baron Ponsonby of Imokilly

Wappen der Barons Ponsonby

Baron Ponsonby, of Imokilly in the County of Cork, war ein erblicher britischer Adelstitel in der Peerage of the United Kingdom. Zur Unterscheidung von anderen Baronien Ponsonby wird der Titel auch Baron Ponsonby of Imokilly genannt.
Der Titel wurde am 13. März 1806 für den Unterhausabgeordneten William Ponsonby geschaffen.
Sein ältester Sohn, der 2. Baron, wurde am 20. April 1839 in der Peerage of the United Kingdom auch zum Viscount Ponsonby, of Imokilly in the County of Cork, erhoben, blieb aber kinderlos, weshalb dieser Titel am 21. Februar 1855 erlosch. Der Baronstitel fiel daraufhin an dessen Neffen als 3. Baron und erlosch schließlich beim Tod von dessen kinderlosem Cousin, dem 5. Baron, am 10. September 1866.

## Liste der Barons Ponsonby (1806)
- William Ponsonby, 1. Baron Ponsonby (1744–1806)
- John Ponsonby, 1. Viscount Ponsonby, 2. Baron Ponsonby (um 1770–1855)
- William Ponsonby, 3. Baron Ponsonby (1816–1861)
- William Ponsonby, 4. Baron Ponsonby (1807–1866)